# Macrocyprina hortuli
Macrocyprina hortuli är en kräftdjursart som beskrevs av Rosalie F. Maddocks 1990. Macrocyprina hortuli ingår i släktet Macrocyprina och familjen Macrocyprididae. Inga underarter finns listade i Catalogue of Life.